# Лепручей (приток Водлы)
Лепручей — ручей в России, протекает по территории Кубовского сельского поселения Пудожского района Республики Карелии. Длина ручья — 12 км.

## Общие сведения
Ручей берёт начало из болота без названия и далее течёт преимущественно в северо-восточном направлении по заболоченной местности.
Ручей в общей сложности имеет семь малых притоков суммарной длиной 16 км.
Устье ручья находится на высоте 72 м над уровнем моря в 136 км по правому берегу реки Водлы, впадающей в Онежское озеро.
Населённые пункты на ручье отсутствуют.
Код объекта в государственном водном реестре — 01040100412202000016590.